# Kung Fu Panda
Kung Fu Panda är en amerikansk animerad film med röster av Jack Black, Jackie Chan, Dustin Hoffman, Lucy Liu, Angelina Jolie och Ian McShane. Filmen är regisserad av Mark Osborne och John Stevenson. I Sverige hade den premiär den 18 juli år 2008.

## Handling
Den godmodiga men lite klumpiga pandan Po arbetar på sin pappas nudelrestaurang, dock drömmer han i hemlighet om att bli kung fu-mästare. Under spektakulära omständigheter blir han utvald att rädda alla från den förrymda och dödsfarliga snöleoparden Tai Lung som tidigare också varit en kämpe vid Kung Fu-templet. Po möter däremot mycket motstånd från de fem andra kämparna vid templet och från hans nya mästare Shifu. De tvivlar på hans förmåga. De hånar honom för hans stora kroppshydda samt för hans bristande erfarenhet som kung fu-kämpe. Detta förändras med tiden.

## Originalröster
| Jack Black            | – Po                          |
| Dustin Hoffman        | – Mäster Shifu                |
| Angelina Jolie        | – Tigress                     |
| Ian McShane           | – Tai Lung                    |
| Seth Rogen            | – Mantis                      |
| Lucy Liu              | – Viper                       |
| David Cross           | – Crane                       |
| Jackie Chan           | – Monkey                      |
| Randall Duk Kim       | – Mäster Oogway               |
| James Hong            | – Herr Ping, Pos adoptivfader |
| Dan Fogler            | – Zeng                        |
| Michael Clarke Duncan | – Noshörningsbefäl Vachir     |

## Svenska röster
| Lawrence Mackrory    | – Po                          |
| Claes Ljungmark      | – Mäster Shifu                |
| Petra Hultgren       | – Tigrinnan                   |
| Magnus Roosmann      | – Tai Lung                    |
| Hasse Brontén        | – Syrsan                      |
| Josephine Bornebusch | – Viper                       |
| Jakob Stadell        | – Tranan                      |
| Janne Westerlund     | – Apan                        |
| Hans Wahlgren        | – Mäster Oogway               |
| Carl Carlswärd       | – Herr Ping, Pos adoptivfader |
| Ole Ornered          | – Zeng                        |
| Bengt Skogholt       | – Noshörningsbefäl Vachir     |

Övriga röster görs av Peter Sjöquist, Nick Atkinson, Maria Rydberg, Adam Fietz, Julius Lindfors, Jennie Jahns, Kristian Ståhlgren, Rebecca Pantzer, Jamil Drissi, Felicia Smidestam, Daniel Sjöberg, Stephan Karlsén, Ubbe Lindh och Yasmine Gzaiel.

## Datorspel
Ett datorspel som är löst baserat på filmen med samma namn släpptes den 3 juni år 2008 av Activision Publishing, Inc.

## Framtid
Uppföljaren Kung Fu Panda 2 hade biopremiär den 8 juni år 2011.